# Kongsvinger (oraș)
Kongsvinger este un oraș localizat în partea de sud-est a Norvegiei, în provincia Innlandet, de-o parte și de alta a râului Glomma. Este localitatea de reședință a comunei omonime.
Populația localității era 12.149 locuitori (2021). Până în 2020, a aparținut provinciei Hedmark.
Fortăreața din localitate a fost construită între anii 1681-1864 din ordinul regelui Christian al V-lea.